# Mavrodaphne

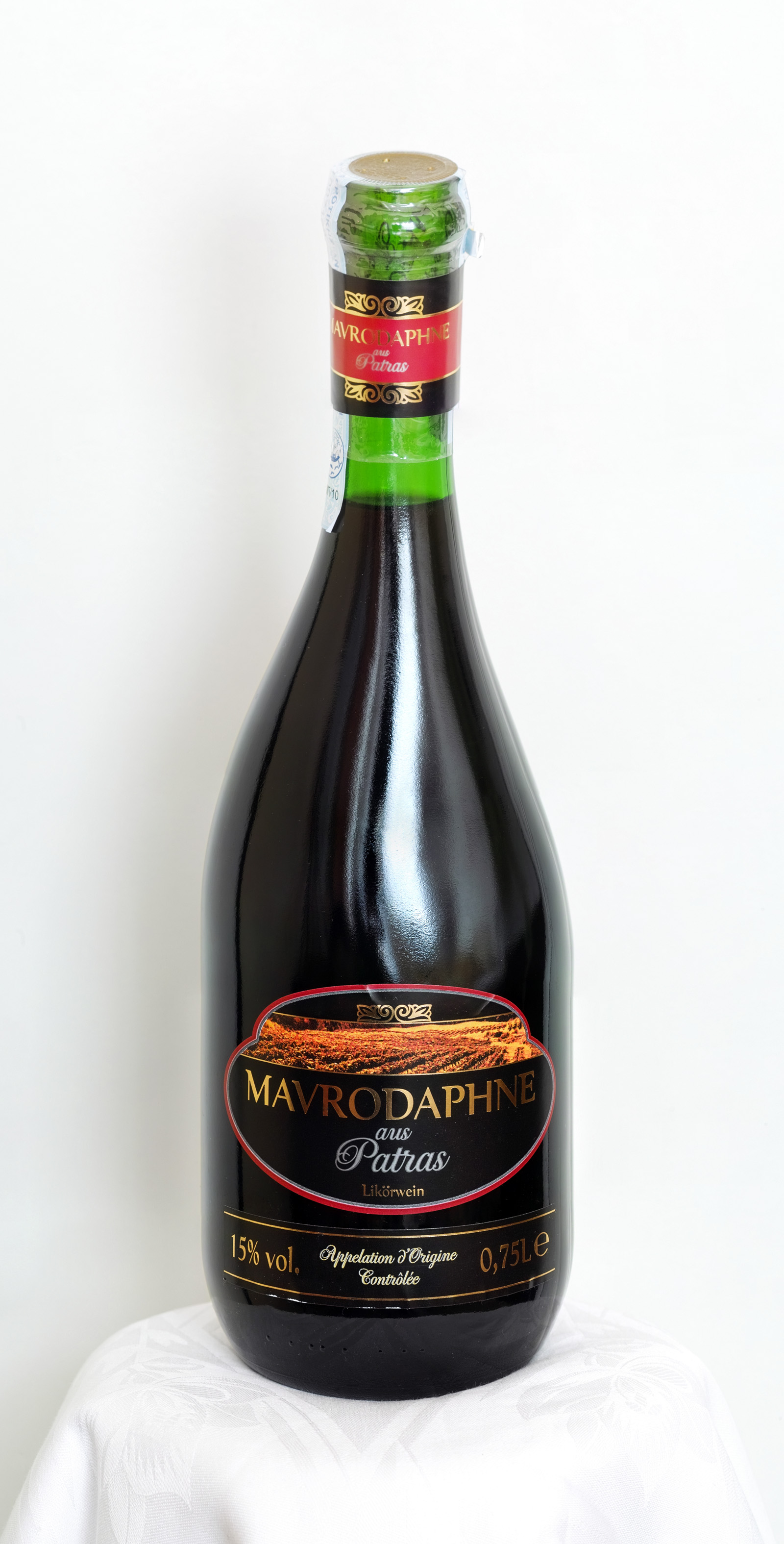
Botella de mavrodaphne

Mavrodaphne, Mavrodaphni o Mavrodafne (en griego: Μαυροδάφνη lit. 'laurel negro') es una variedad de uva tinta autóctona de la región de Acaya en el norte del Peloponeso, Grecia, y el vino dulce y fortificado producido por primera vez a partir de ella por Gustav Clauss alrededor de 1850.

## Vinificación
Mavrodaphne se vinifica inicialmente en grandes cubas expuestas al sol. Una vez que el vino alcanza un cierto nivel de madurez, se detiene la fermentación agregando destilado preparado de añadas anteriores. Luego, el destilado de Mavrodaphne y el vino, que aún contiene azúcar residual, se transfieren a las bodegas subterráneas para completar su maduración. Allí se "educa" por contacto con vino añejo mediante el método de solera de ensamblaje en serie. Una vez envejecido, el vino se embotella y se vende como vino de postre bajo la denominación de origen protegida Mavrodaphne.

## Vino
Mavrodaphne es un vino oscuro, casi opaco con un reflejo de color púrpura oscuro y un color transmitido marrón púrpura. Presenta aromas y sabores a caramelo, chocolate, café, pasas y ciruelas.

## Historia
Mavrodaphne significa literalmente "laurel negro". El nombre fue elegido por Gustav Clauss, el fundador de la bodega Achaia Clauss, por el parecido de las bayas con las del laurel, aunque hay varias historias sobre una amante, prometida o esposa llamada Daphne, que tenía ojos negros o que murió.